# Vítek z Hradce
Vítek z Hradce († kolem 1259) byl český šlechtic, syn Jindřicha, zakladatele rodu pánů z Hradce.

## Život

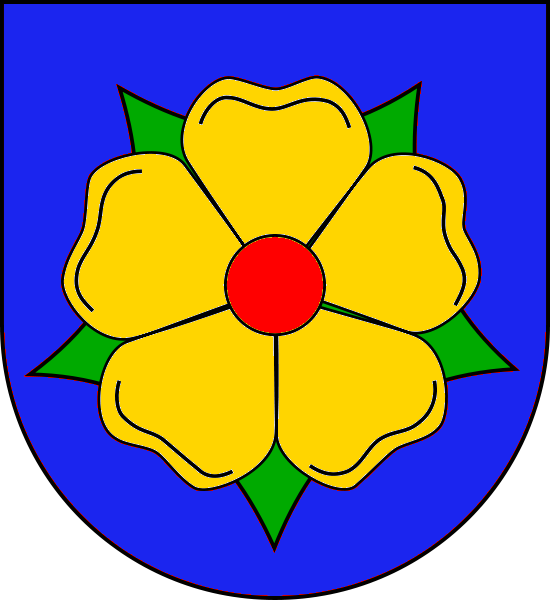
Erb pánů z Hradce

Poprvé je zmiňován roku 1223 spolu se svým otcem. V rodě byl používán predikát de Novadomo nebo de Novocastro, takže není jisté, zda může být ztotožněn s Vítkem z Hradiště (Witko de Gredis) zmiňovaným v roce 1232. Český predikát po Jindřichově Hradci (Witek de Gradec) poprvé použil roku 1242.
V letech 1241 až 1249 byl olomouckým purkrabím (Witco de Novadomo Olomucensis castellanus) a získal některé statky na Moravě (pravděpodobně i Slavonice). Při neúspěšném povstání Přemysla Otakara proti jeho otci Václavu I. v roce 1248 patřil k předním stoupencům "mladšího krále" a následně přišel o svůj úřad, ale ke dvoru se opět vrátil a byl dokonce u úmrtního lože krále Václava I. Za Přemyslovy vlády byl jedním ze zástupců královské moci v Rakousku a Štýrsku. Při sporech Přemysla Otakara II. s uherským králem Bélou v roce 1254 se zapojil do smírčích jednání o rozdělení Štýrska. Krále také doprovázel při jeho tažení k Baltu.
Bývá považován za zakladatele Vítkova hrádku u Blažejova, který jeho nástupci v roce 1267 věnovali řádu německých rytířů. Řád se usídlil na hradeckém panství pravděpodobně v jeho době a značnou měrou se podílel na kolonizaci kraje.
Vítek měl potomky Oldřicha, Jindřicha, Lidmilu a Elišku. Mylně je s ním spojován jako údajný syn olomoucký biskup Dětřich z Hradce.[zdroj?]